# Europejskie Igrzyska Halowe w Lekkoatletyce 1968 – skok wzwyż kobiet
Skok wzwyż kobiet – jedna z konkurencji technicznych rozgrywanych podczas lekkoatletycznych europejskich igrzysk halowych w hali Palacio de Deportes w Madrycie. Rozegrano od razu finał 9 marca 1968. Zwyciężyła reprezentantka NRD Rita Schmidt. Tytułu z poprzednich igrzysk nie broniła Taisija Czenczik ze Związku Radzieckiego.

## Rezultaty
Rozegrano od razu finał, w którym wzięło udział 11 zawodniczek.
Opracowano na podstawie materiału źródłowego.
| Miejsce | Zawodniczka         | Wynik |
| ------- | ------------------- | ----- |
| 1       | Rita Schmidt        | 1,84  |
| 2       | Virginia Bonci      | 1,76  |
| 3       | Antonina Okorokowa  | 1,76  |
| 4       | Snežana Hrepevnik   | 1,76  |
| 5       | Jordanka Błagoewa   | 1,76  |
| 6       | Klarisa Puszkariewa | 1,73  |
| 7       | Katia Łazowa        | 1,70  |
| 8       | Barbara Inkpen      | 1,65  |
| 9       | Jaroslava Valentová | 1,65  |
| 9       | Anne Lise Wærness   | 1,65  |
| 11      | Đurđa Fočić         | 1,60  |
| 12      | Ghislaine Barnay    | 1,60  |